# جورج كانينغ
جورج كانينغ (بالإنجليزية: George Canning)‏ سياسي بريطاني (11 أبريل 1770-8 أغسطس 1827). تولى رئاسة الوزارة في بريطانيا من 10 أبريل إلى 8 أغسطس 1827. توفي أثناء بقاءه في منصبه.
أصبح وزيرا للخارجية مرتين:
- من 25 مارس 1807 وإلى 11 أكتوبر 1809 في عهد دوق بورتلاند.
- من 16 سبتمبر 1822 وإلى 30 أبريل 1827 في عهد روبرت جنكنسون (وهو الذي خلفه كانينغ في رئاسة الوزارة).

## روابط خارجية
- جورج كانينغ على موقع الموسوعة البريطانية (الإنجليزية)
- جورج كانينغ على موقع إن إن دي بي (الإنجليزية)